# دایکاکو-جی

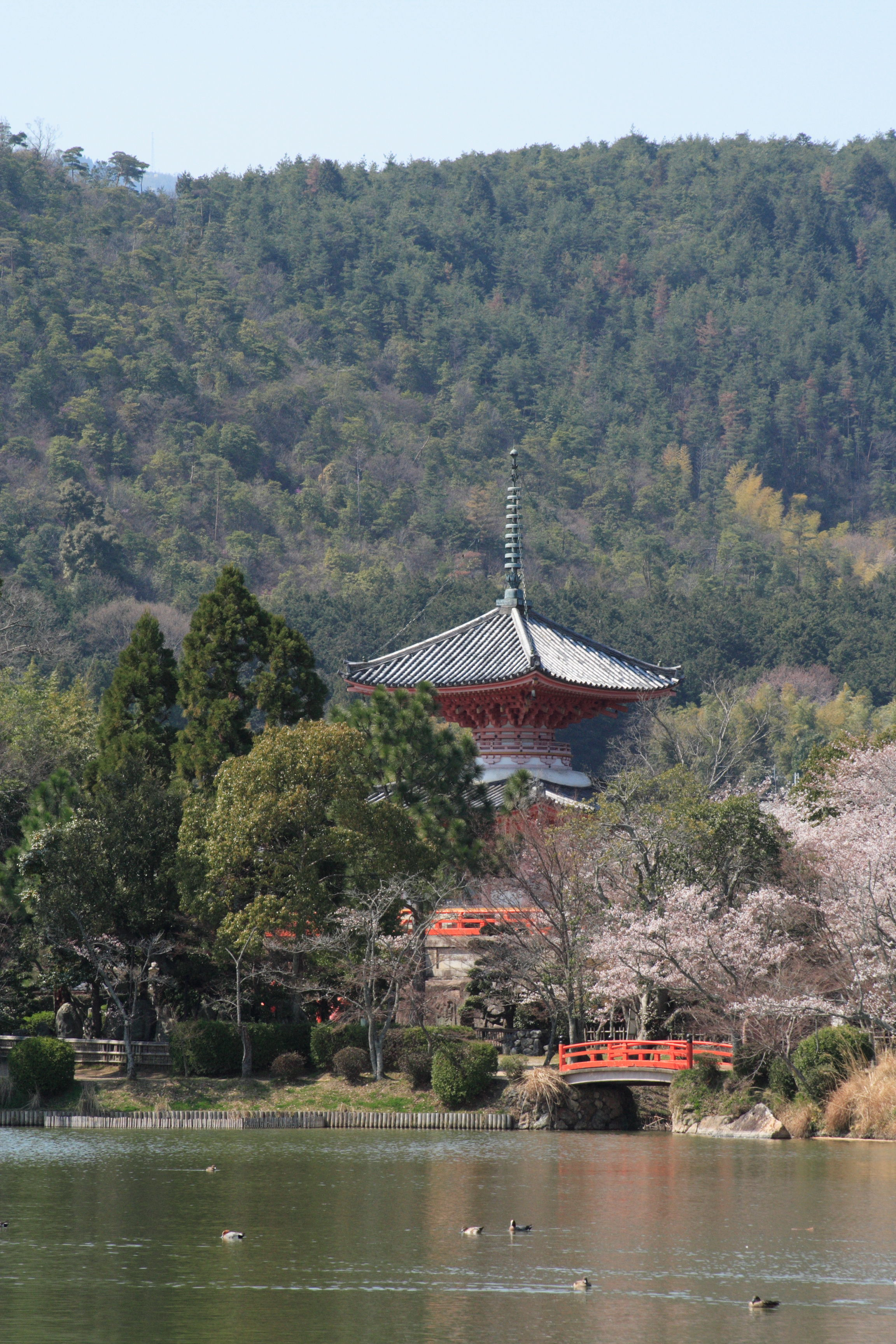
تصویری از معبد در کیوتو

دایکاکو-جی (به ژاپنی: 大覚寺 Daikaku-ji) یک معبد شینگون در اوکیو، کیوتو است که در قسمت غرب شهر کیوتو در ژاپن واقع شده‌است.